# Puya castellanosii
Puya castellanosii är en gräsväxtart som beskrevs av Lyman Bradford Smith. Puya castellanosii ingår i släktet Puya och familjen Bromeliaceae. Inga underarter finns listade i Catalogue of Life.